# Газеты в Бутане
В Бутане издаются газеты
- Kuensel — выходит два раза в неделю на английском, дзонг-кэ и непали;
- Bhutan Times — еженедельная газета на английском языке;
- Bhutan Observer — выходит два раза в неделю на английском и дзонг-кэ;
- Bhutan Today — ежедневная газета на английском языке и дзонг-кэ;
- Business Bhutan[англ.] — еженедельная газета на английском и дзонг-кэ;
- The Journalist[англ.];
- Druk Yoedzer — частная еженедельная газета на английском и дзонг-кэ;
- The Bhutanese[англ.].